# Reservoir Park
Der Reservoir Park ist eine Parkanlage in Brookline im Bundesstaat Massachusetts der Vereinigten Staaten. Der Park umgibt den namensgebenden See Brookline Reservoir und wurde 1985 in das National Register of Historic Places eingetragen. Im Februar 2015 folgte die Einstufung als National Historic Landmark.

## Beschreibung
Der See weist einen Umfang von rund 1,5 km auf und wurde 1848 als Hauptendpunkt des Cochituate Aqueduct und damit als Trinkwasserspeicher für die nahegelegene Stadt Boston fertiggestellt. Ein Rundweg führt am Ufer entlang durch den 13 ha großen Park, der größtenteils unterhalb des Straßenniveaus liegt. Als besonderes architektonisches Merkmal ist das ebenfalls 1848 errichtete Torhaus zu erwähnen, das sich am Nordostufer befindet. Es wurde aus Granit und Kalkstein errichtet und verfügt über die älteste noch existierende Dachkonstruktion aus Eisen in den gesamten Vereinigten Staaten. Auch die Dachstützen aus Schmiedeeisen und die für die öffentliche Nutzung ausgelegten gusseisernen Treppenstufen sind die ältesten ihrer Art in den USA. 1902 verkaufte die Stadt Boston den See und das ihn umgebende Land zum Preis von 150.000 US-Dollar (heute ca. 4.875.000 Dollar) an die Stadt Brookline, zu dem eine Anzahl wohlhabender Einwohner – unter anderem Amy Lowell und John Charles Olmsted – ein Drittel beisteuerten.
Mit dem Eigentumsübergang erfolgte das Design des neu anzulegenden Parks durch Alexis French, der als Ingenieur bei der Stadt angestellt war. Zur Gestaltung nutzte er insbesondere Weiden und Japanische Blütenkirschen, aber auch Ahorne sowie diverse immergrüne Pflanzen.